# John Adams Whipple

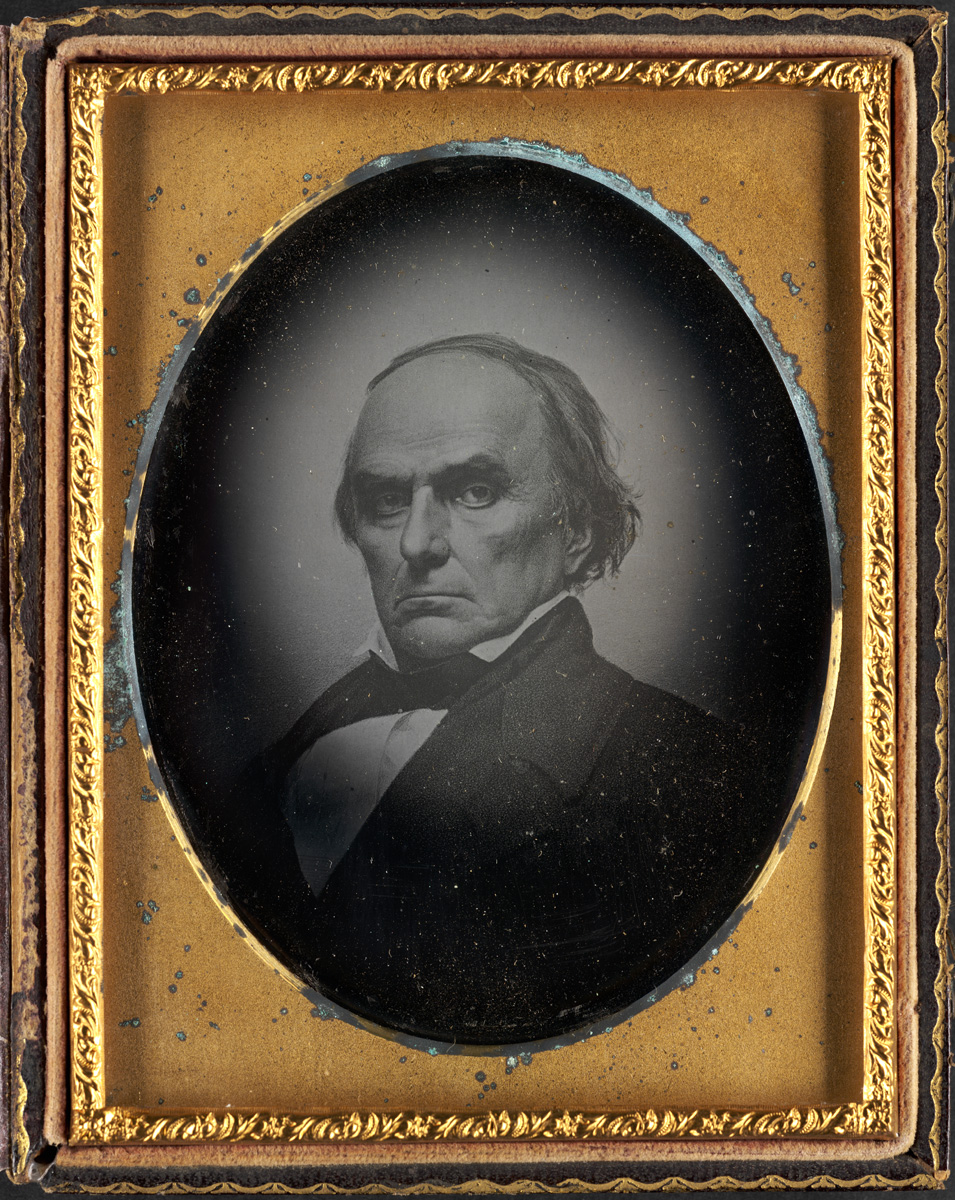
John Adams Whipple: Daniel Webster, asi 1847

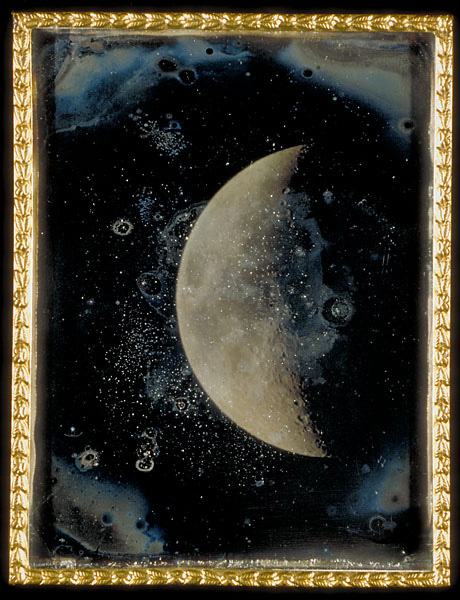
Pohled na Měsíc, 26. února 1852

John Adams Whipple (10. září 1822 Grafton, Massachusetts – 10. dubna 1891) byl americký vynálezce a průkopník fotografie. Jako první ve Spojených státech začal vyrábět chemikálie používané pro daguerotypie; propagoval astronomickou a noční fotografii, byl laureátem za mimořádný snímek Měsíce a byl první kdo vyfotografoval jinou hvězdu než Slunce (hvězdy Vega a Mizar, která byla až do roku 2009 považována za dvojhvězdu).

## Život a dílo
Narodil se 10. září 1822 v Graftonu v Massachusetts rodičům Jonathanovi a Melindě (Grout) Whippleovým. Jako mladý byl horlivý student chemie a po zavedení procesu daguerrotypie do Spojených států (1839-1840) byl první, kdo dokázal vyrábět potřebné chemikálie.
Kvůli této práci se však začalo zhoršovat jeho zdraví, proto se pak začal raději věnovat fotografii. Své první daguerrotypie pořídil v zimě 1840 "s využitím slunečních brýlí jako objektivu, krabici na svíčky jako fotografického boxu a rukojeti stříbrné lžičky jako náhrady za desku." V průběhu doby se stal prominentním portrétním daguerotypistou v Bostonu. Kromě portrétů ve studiu Whipple and Black, Whipple fotografoval významné budovy v okolí Bostonu, včetně domu generála George Washingtona v roce 1775 a 1776.
Whipple si vzal Elizabeth Mannovou 12. května 1847.
Mezi lety 1847 a 1852 Whipple a astronom William Cranch Bond, ředitel Harvardské vysokoškolské observatoře, který používal Harvardský teleskop přezdívaný Great Refractor (Velký Refraktor) pořídili snímky Měsíce, které byly významné svými detaily a estetickou hodnotou. V té době to byl největší dalekohled na světě a za jejich snímky Měsíce získali ocenění za technickou dokonalost na Světové výstavě 1851 v Křišťálovém paláci v Londýně.
V noci ze 16. na 17. července 1850 Whipple s Bondem pořídili ve hvězdárně Harvardovy univerzity první daguerotypii fixní hvězdy Vegy – montáž dalekohledu však pro expoziční dobu 100 sekund nebyla dostatečně přesná.
V roce 1863 Whipple využil elektrické osvětlení k pořízení noční fotografie Bostonského parku.
John Adams Whipple nebyl ve fotografickém podnikání sám - dalšími prominentními daguerrotypisty byli například Southworth & Hawes nebo Masury & Silsbee. Whipple a Southworth & Hawes byli v Bostonu největší, avšak po roce 1853 je zastínila fotografická studia Mathewa Bradyho a M. M. Lawrence v New Yorku.
Whipple byl plodný jak fotograf tak i jako vynálezce. Vynalezl daguerotypii crayon a crystallotypii (daguerrotypii na skle). Se svým partnerem Jamesem Wallacem Blackem vyvinul proces pro výrobu papírových tisků ze skleněných albuminových negativů (crystallotypů). Jeho americké patenty obsahují patent číslo 6056 - "Crayon Daguerreotype" a patent číslo 7 458 - "Crystallotype".

## Galerie

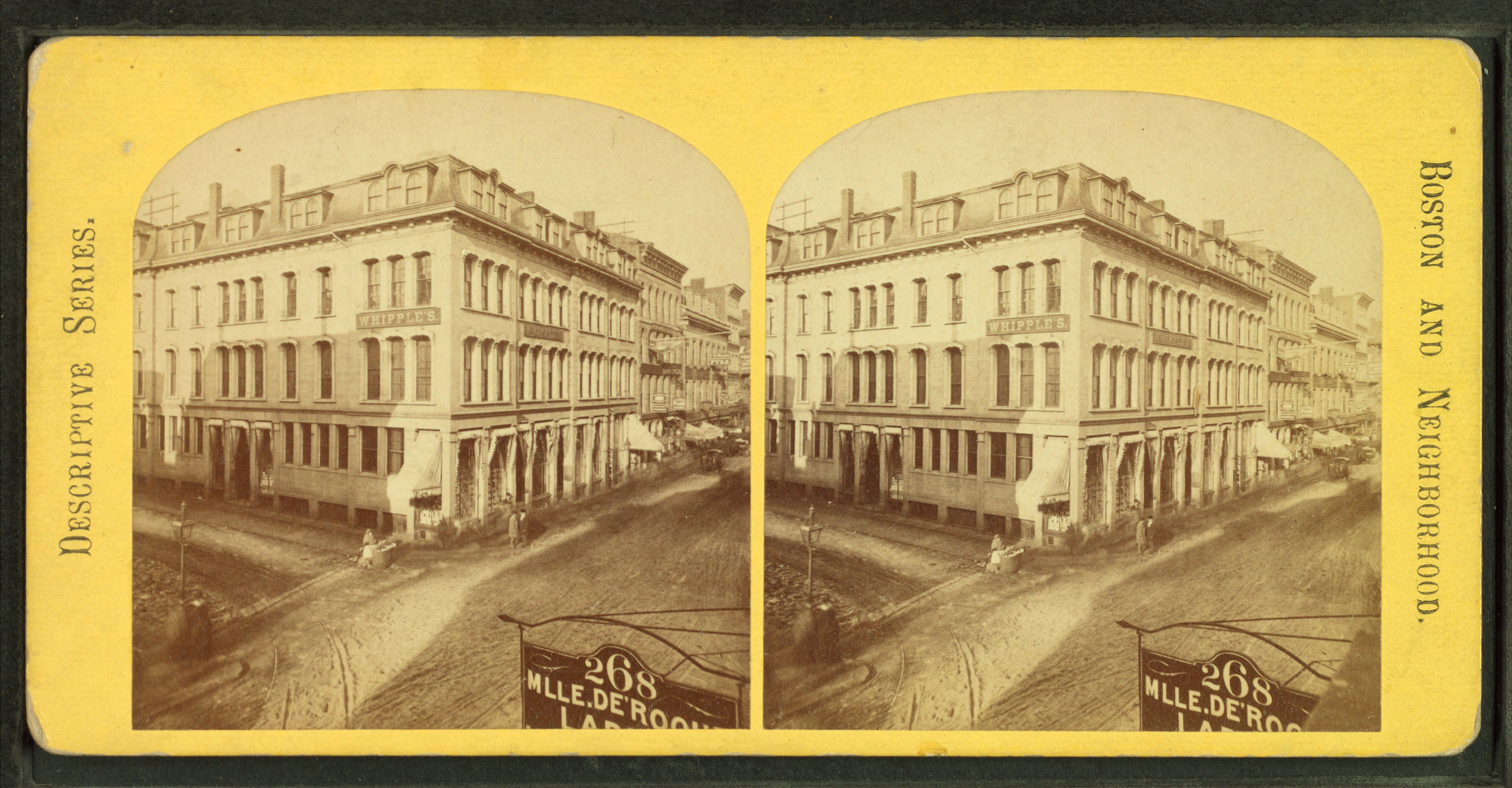
Whippleovo studio na rohu ulic Washington Street a Temple Street, Boston
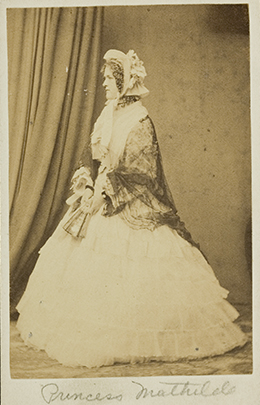
Mathilde Bonaparte, asi 1860-1870
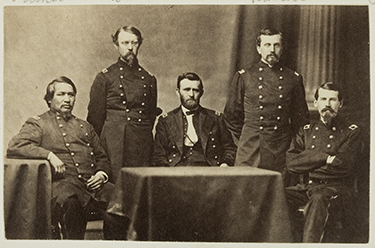
Generál Ulysses S. Grant (sedící uprostřed) a Ely Samuel Parker, Adam Badeau, Orville Elias Babcock, Horace Porter
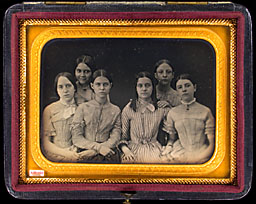
Neznámé dívky, 19. st.
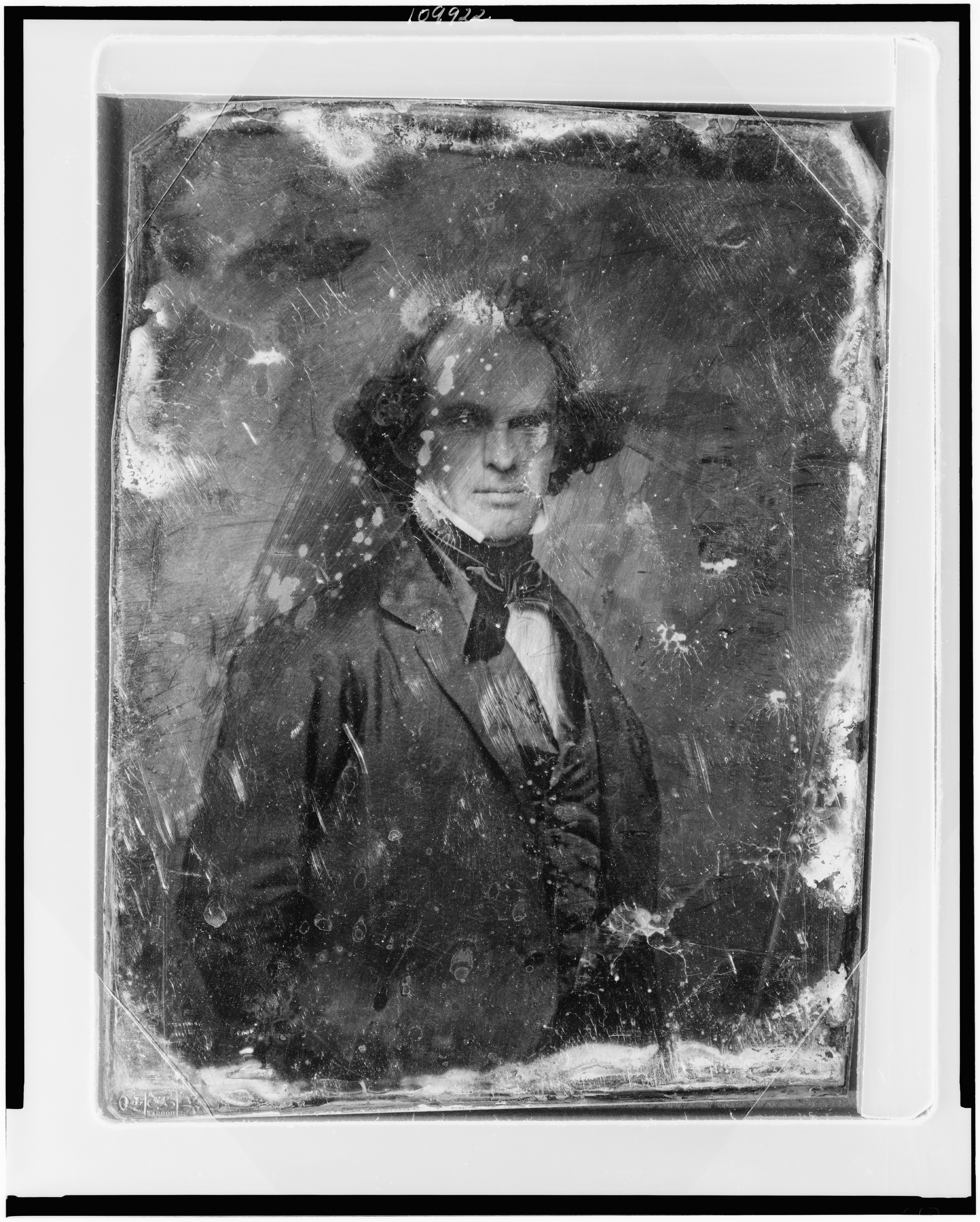
Nathaniel Hawthorne, asi 1850-1855
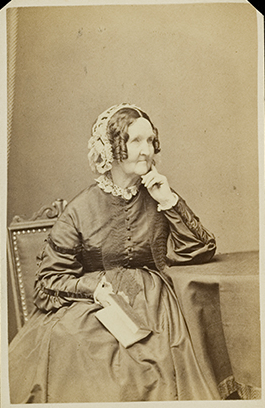
Paní Waldo Hill
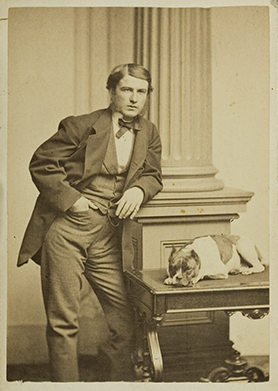
Harry Sturges (se psem), 1860-1870
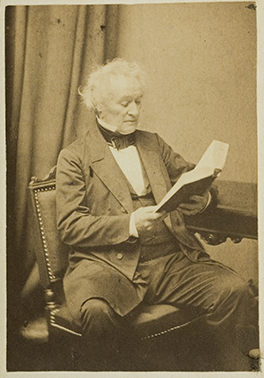
Jared Sparks
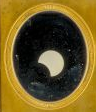
John Adams Whipple: Částečné zatmění Slunce, 1851
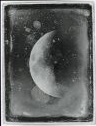
John Adams Whipple: Měsíc, 1852
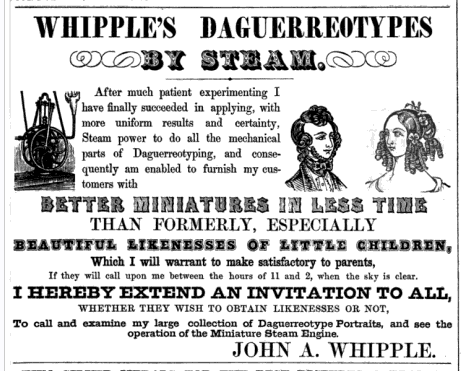
Reklama, Boston Directory, 1848

## Sbírky jeho děl
- Boston Athenaeum
- Boston Public Library
- George Eastman House
- Harvard University
- Historic New England
- Massachusetts Historical Society
- Metropolitan Museum of Art
- Smithsonian American Art Museum